# Tuesta
Tuesta es un concejo del municipio de Valdegovía, en la provincia de Álava, País Vasco (España).

## Localización
Tuesta se encuentra a 2 kilómetros de la localidad de Espejo, la localidad más importante del municipio, y a 4 kilómetros de Salinas de Añana. Asimismo, se sitúa a 20 kilómetros de Miranda de Ebro y a 38 kilómetros de Vitoria.

## Geografía
Se sitúa en la planicie de un pequeño altozano que se extiende de norte a sur, como eje predominante, divisándose parte de la hermosa vega bañada por el río Omecillo; con los montes de Salinas como horizontes más cercanos, al este y sur; y como más lejanos las agrestes peñas calcáreas de Bachicabo y Berbeia, al suroeste y oeste; y alcanzando una altitud media sobre el nivel del mar de 549 metros.

## Demografía
| Gráfica de evolución demográfica de Tuesta entre 2000 y 2017 |
|                                                              |
| Población de derecho según los censos de población del INE.  |

## Monumentos

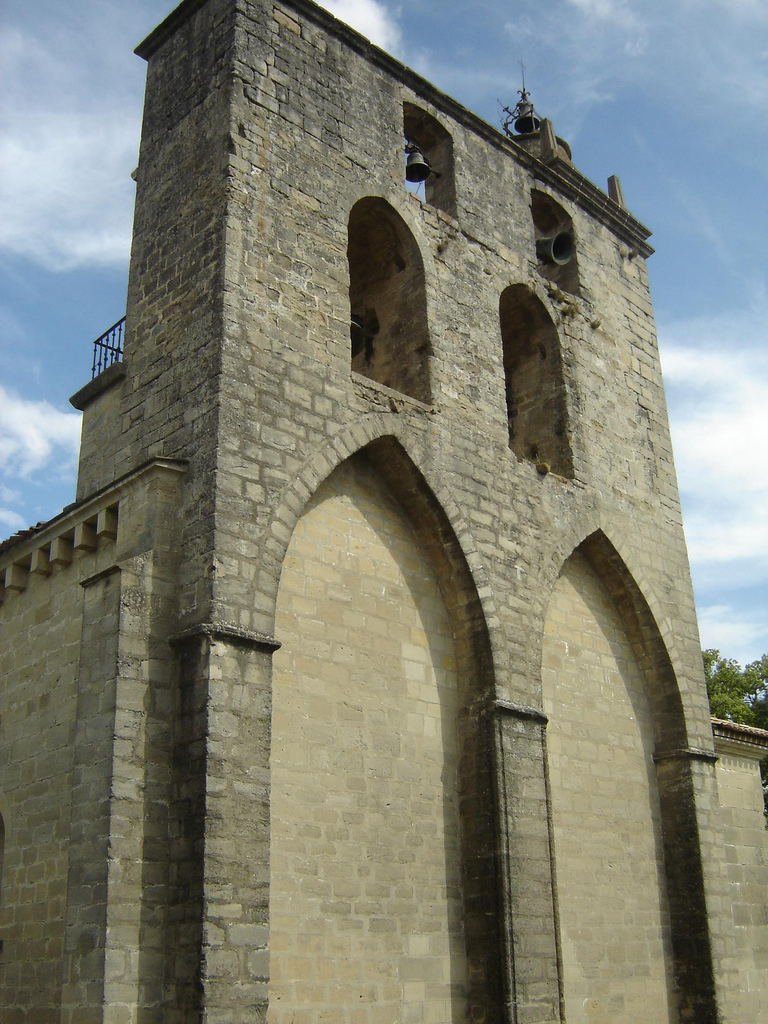
Iglesia de la Asunción de Nuestra Señora

Aparte de la interesante tipología de las casas que se distribuyen por todo el pueblo, con diferentes conceptos constructivos, varias de ellas de los siglos XVI y XVII, cabe destacar:
- Iglesia de Nuestra Señora de la Asunción. El templo es un ejemplar magnífico, representativo en Álava de la época de transición del arte románico al gótico y del que se desconoce la fecha de construcción, aunque la mayor parte del mismo debió hacerse entre la segunda mitad del siglo XII y la primera del XIII. La portada es una bella obra con una ornamentación que desarrolla y "retrata" una serie de ángeles y humanos, fieras y monstruos, aves y vegetales, en múltiples escenas del mayor interés. El pórtico, muy posterior al cuerpo principal, es del año 1795. En el interior puede admirarse la bóveda de proporciones pequeñas pero admirables, fortificada por aristas que descansan sobre columnas, constituyendo cinco lados, en cada uno de los cuales se abren sendos ventanales. El retablo, que se trasladó de su primitiva ubicación, fue tallado en el último cuarto del siglo XVI. Otra de las joyas que contiene la iglesia en su interior, es una magnífica escultura de la Virgen Blanca.
- Escudería. Esta pequeña población, conserva hermosas casas blasonadas que pertenecieron a ilustres familias. Hasta ocho escudos de armas pueden admirarse en las distintas fachadas, como testimonio de las importantes familias que allí tuvieron su solar, cuyos representantes acudían anualmente a las campas de Angosto para participar en la Junta de Caballeros Hidalgos del Real Valle de Valdegovía.
- Molino.
- Vía Crucis. A uno de los lados del camino que conduce al cementerio, puede contemplarse un bello y singular Vía Crucis, señalado con esbeltas estaciones de piedra.
- Tripleta de Usos Públicos. Compuesta por fuente, lavadero y abrevadero. El lavadero, que está cubierto, curiosamente conserva en uno de sus rincones del hogar, con su campana y chimenea, así como la pila circular donde se vertía la ceniza para blanquear la ropa.